# Helmsley Building
El Helmsley Building es un edificio de 35 plantas y 172 metros de altura situado en el 230 de Park Avenue entre las calles 45 y 46 Este en Midtown Manhattan, Nueva York. Fue construido en 1929 como parte del New York Central Building para albergar la sede de la Compañía del Ferrocarril Central de Nueva York (New York Central Railroad, empresa perteneciente al magnate Cornelius Vanderbilt). Su diseño lleva la firma de Warren and Wetmore, arquitectos también de la cercana Grand Central Terminal, donde predomina el estilo Beaux-Arts.
Antes de la construcción del Pan Am Building —ahora MetLife Building—, dicha edificación destacó como la más alta de la Segunda Avenida, la más prestigiosa de la ciudad, formando parte del complejo "Terminal City" en los alrededores de Grand Central.
El tráfico existente circula a través del Viaducto de Park Avenue, que conecta la calle 46 Este con Park Avenue en dirección uptown y downtown. En 1987 fue incluido en el Registro Nacional de Lugares Históricos.